# Mécanisme
 (février 2023).
 (juin 2019).
Si vous disposez d'ouvrages ou d'articles de référence ou si vous connaissez des sites web de qualité traitant du thème abordé ici, merci de compléter l'article en donnant les références utiles à sa vérifiabilité et en les liant à la section « Notes et références ».
Pour les articles homonymes, voir mécanisme (homonymie).

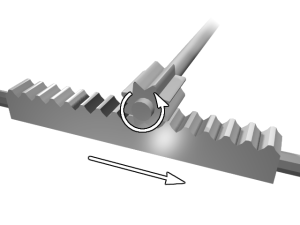
Mécanisme d'une crémaillère.

Un mécanisme est un assemblage de pièces mécaniques dont certaines peuvent se déplacer par rapport aux autres. Cet assemblage ne constitue donc pas un solide. Chacun de ces mouvements indépendants, ou modes cinématiques, sont appelés degrés de mobilité.
Par exemple, le mécanisme d'une montre désigne l'ensemble des ressorts, balancier et engrenages utilisés pour faire tourner les aiguilles.
Les mécanismes sont généralement utilisés pour transformer un mouvement en un autre.
Par extension, on appelle aussi mécanisme tout processus déterministe, évènements en cascade déterminés par des liens de cause à effet, comportement prévisible (par exemple, mécanisme de défense). 
Il est une doctrine selon laquelle le vivant ou les phénomènes vitaux peuvent être étudiés comme on étudie les machines.

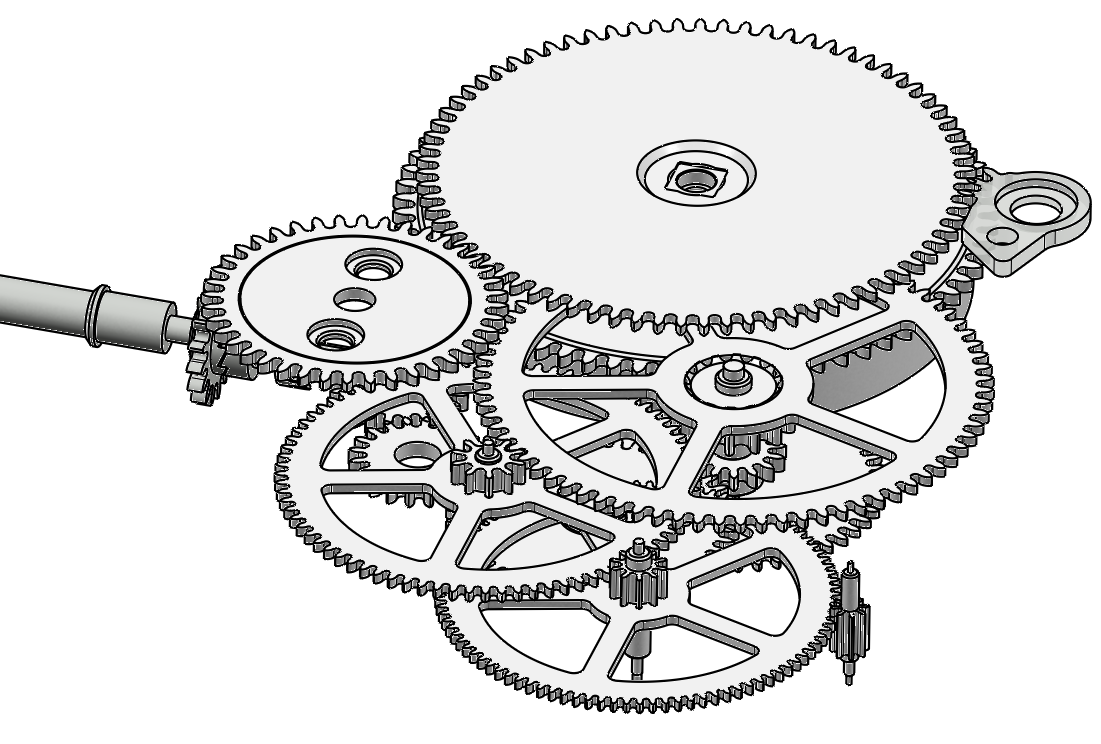
Rouage d'un mouvement mécanique simple d'un mécanisme d'horloge.

## Constituants
Un mécanisme est constitué de membrures reliées entre elles par des joints cinématiques, qui déterminent quels mouvements relatifs sont possibles entre deux pièces.

## Modélisation des mécanismes en mécanique physique
En mécanique physique, la modélisation cinématique des mécanismes permet l'analyse des différents degrés de mobilité d'un mécanisme donné, c'est-à-dire l'ensemble des mouvements indépendants qu'autorise le mécanisme par rapport à un point de fixation. De ce point de vue cinématique, on considère généralement les membrures rigides et les liaisons bilatérales.
En dynamique des mécanismes, on prend en compte les caractéristiques inertielles des membrures. Les logiciels de calcul de mécanismes par la méthode des éléments finis peuvent également prendre en compte leur flexibilité. On peut enfin introduire des liaisons unilatérales ou avec jeu. Dans ce cas, on modélise ce qui était un degré de liaison en degré de liberté alimenté en raideur de réaction au-delà du (ou des) point(s) de contact (ou butées).